# Космос-1932
Космос-1932 је један од преко 2400 совјетских вјештачких сателита лансираних у оквиру програма Космос.
Космос-1932 је лансиран са космодрома Тјуратам, Бајконур, СССР, 14. марта 1988. Ракета-носач је поставила сателит у орбиту око планете Земље. 